# Oulad Nacer
Oulad Nacer (en àrab أولاد ناصر, Ūlād Nāṣr; en amazic ⵡⵍⴰⴷ ⵏⴰⵙⵔ) és una comuna rural de la província de Béni Mellal, a la regió de Béni Mellal-Khénifra, al Marroc. Segons el cens de 2014 tenia una població total de 28.438 persones.